# Guillaume II Embriaco
Guillaume II Embriaco (italien : Guglielmo Embriaco), ou Guillaume II du Gibelet, mort vers 1159, est un noble d'origine génoise. Il est le fils d'Hugues Ier Embriaco, premier seigneur du Gibelet, et de son épouse Adelasia. Il est également le petit-fils de Guillaume Ier Embriaco, un marchand et un chef militaire génois qui est venu en aide aux États latins d’Orient à la suite de la Première Croisade.
Après la mort de son père vers 1135, il lui succède comme seigneur du Gibelet. Ce fief avait été accordé à son père contre un paiement annuel d'intérêts et Guillaume obtient le renouvellement de cet accord en 1154 pour 29 années contre la somme de 270 Solidus, tandis que ses cousins Hugues et Nicolas Embriaco s'occupent des possessions génoises à Antioche et Acre. 
Il épouse une femme prénommée Sancha, originaire de Provence mais dont le nom de famille est inconnu, et avec qui il a au moins cinq enfants :
- Hugues II Embriaco (mort entre 1179 et 1184), qui succède à son père ;
- Raymond Embriaco (mort après 1204), connétable du comté de Tripoli ;
- Bertrand Embriaco (mort après 1217) ;
- Guillaume Embriaco (mort après 1204), qui épouse Fadie, fille de Manassès de Hierges ;
- Agnès Embriaco, qui épouse Gramand II, seigneur de Bethsan.

Il meurt vers 1159 et c'est son fils aîné Hugues II Embriaco qui lui succède en tant que seigneur du Gibelet.